# Impedenza caratteristica

Rappresentazione schematica di una linea di trasmissione, connessa a monte con il generatore e a valle con il carico. Si noti come viene indicata l'impedenza caratteristica della linea,.

L'impedenza caratteristica di una linea di trasmissione, indicata come {\displaystyle Z_{0}} o anche come {\displaystyle Z_{\infty }}, è il rapporto dei moduli della tensione e della corrente che si propagano in una linea distribuita in una singola direzione, in assenza di riflessioni. Essendo un'impedenza, si misura in Ohm.
In termini più pratici, l'impedenza caratteristica è il valore dell'impedenza di carico che dev'essere posto alla fine della linea di trasmissione, affinché non si abbiano riflessioni.
Il termine "impedenza caratteristica" non trattandosi di un'impedenza in parte o totalmente dissipativa, ma solo di una particolare "caratteristica" onde evitare di ingenerare confusione, deve essere impiegato solo nel caso delle linee di trasmissione.

## Modello

Circuito equivalente di una cella elementare di linea di trasmissione.

Applicando il modello della linea di trasmissione (qui a destra) alle equazioni dei telegrafisti, si ottiene per l'impedenza caratteristica questa formula:
{\displaystyle Z_{0}={\sqrt {\frac {R+j\omega L}{G+j\omega C}}}}
in cui
{\displaystyle R} è la resistenza elettrica differenziale della linea (valutata su un infinitesimo della lunghezza);
{\displaystyle L} è l'induttanza differenziale della linea (valutata su un infinitesimo della lunghezza);
{\displaystyle G} è la conduttanza differenziale del dielettrico (valutata su un infinitesimo della lunghezza);
{\displaystyle C} è la capacità differenziale del dielettrico (valutata su un infinitesimo della lunghezza);
{\displaystyle j} è l'unità immaginaria;
{\displaystyle \omega } è la frequenza angolare.
I fasori di corrente e tensione sono legati tra loro dall'impedenza caratteristica:
{\displaystyle Z_{0}={\frac {V^{+}}{I^{+}}}=-{\frac {V^{-}}{I^{-}}}}
gli indici {\displaystyle +} e {\displaystyle -} indicano rispettivamente le onde progressive (che si propagano dal generatore al carico) e quelle regressive (che, riflesse da un carico non adattato, risalgono dal carico verso il generatore).

## Linea senza perdite
Se la linea è senza perdite, {\displaystyle R} e {\displaystyle G} sono uguali a zero, quindi la formula dell'impedenza caratteristica diventa:
{\displaystyle Z_{0}={\sqrt {\frac {L}{C}}}}.
Spesso nei calcoli ideali si usa questa formula, ignorando i contributi delle perdite nel calcolo di {\displaystyle Z_{0}}.

## Adattamento di una linea
Se il carico {\displaystyle Z_{L}} della linea è uguale a {\displaystyle Z_{0}}, la linea è adattata: ciò vuol dire che il suo coefficiente di riflessione è uguale a zero, non avverrà quindi nessuna riflessione e la linea sarà equivalente a una linea infinitamente lunga.

## Ammettenza caratteristica
L'impedenza caratteristica può anche essere definita in termini della sua ammettenza caratteristica corrispondente:
{\displaystyle Y_{0}={\frac {1}{Z_{0}}}}.